# Metairie
Metairie es un lugar designado por el censo ubicado en la parroquia de Jefferson en el estado estadounidense de Luisiana, siendo el mayor suburbio de la ciudad de Nueva Orleans. En el Censo de 2020 tenía una población de 143,507 habitantes y una densidad poblacional de 2.298,31 personas por km².

## Geografía

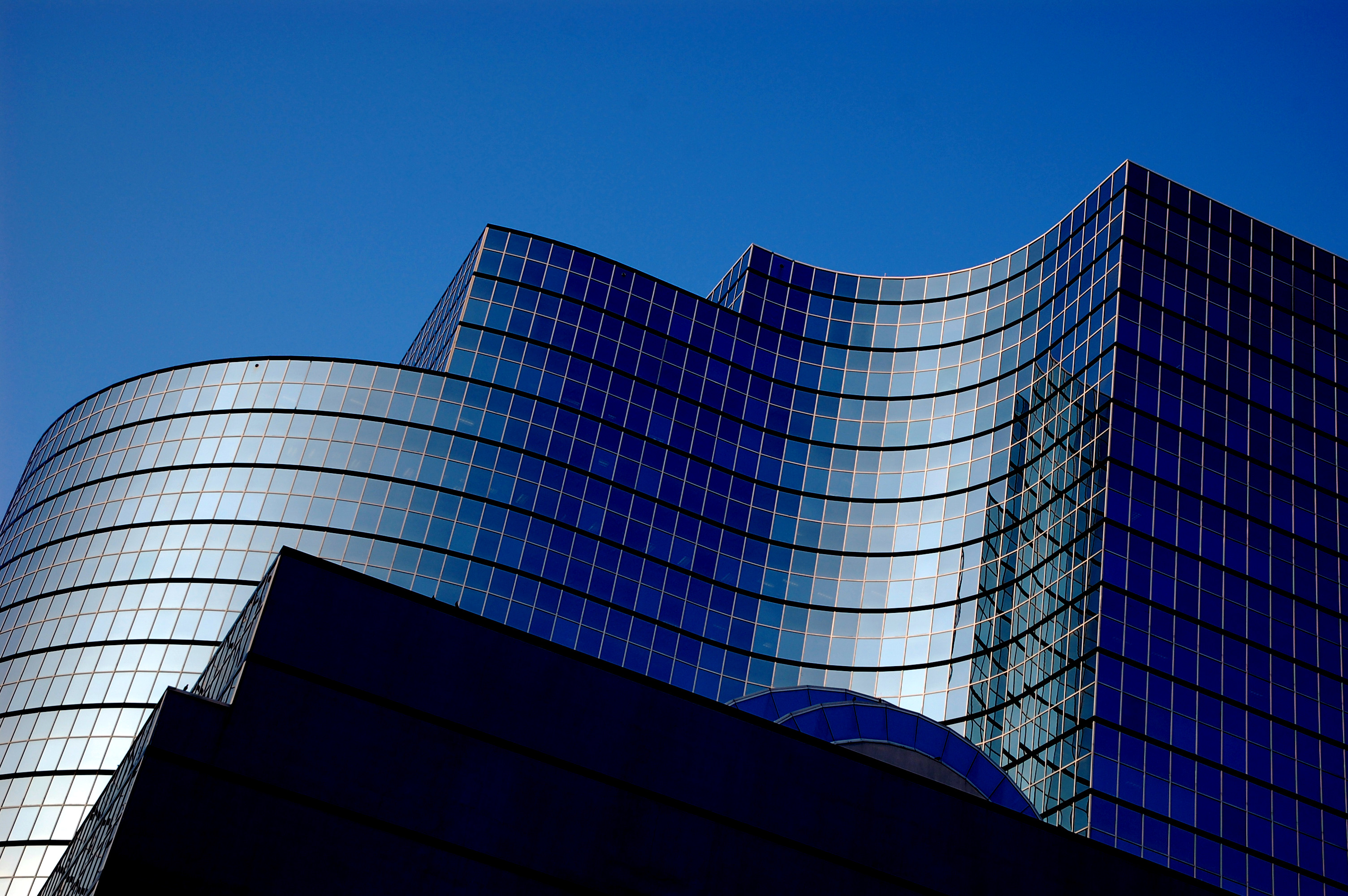
Metairie Galleria.

Metairie se encuentra ubicado en las coordenadas 29°59′52″N 90°10′40″O / 29.99778, -90.17778. Según la Oficina del Censo de los Estados Unidos, Metairie tiene una superficie total de 60.25 km², de la cual 60.14 km² corresponden a tierra firme y (0.18%) 0.11 km² es agua.

## Demografía
Según el censo de 2010, había 138481 personas residiendo en Metairie. La densidad de población era de 2.298,31 hab./km². De los 138481 habitantes, Metairie estaba compuesto por el 80.03% blancos, el 10.38% eran afroamericanos, el 0.3% eran amerindios, el 3.25% eran asiáticos, el 0.05% eran isleños del Pacífico, el 3.98% eran de otras razas y el 2.01% pertenecían a dos o más razas. Del total de la población el 12.6% eran hispanos o latinos de cualquier raza.

## Educación
Las Escuelas Públicas de la Parroquia de Jefferson gestiona escuelas públicas.